# Le Dernier Harem
Pour plus de détails, voir Fiche technique et Distribution.
Le Dernier Harem (titre original : Harem Suare) est un film italo-turco-français de Ferzan Özpetek sorti en 1999.

## Synopsis
La vieille Safiye raconte à la jeune Anita son histoire qui est celle de la dernière odalisque. Au début du XXe siècle et à la veille de l'effondrement de l'Empire ottoman, dans le harem du sultan Abdülhamid II, elle est tombée amoureuse de l'eunuque Nadir avec lequel elle a conclu un pacte pour obtenir le pouvoir, c'est ainsi qu'elle a été amenée à devenir la « Favorite » du sultan, à qui elle donnera un enfant. Malheureusement, tout ce qu'elle avait conquis s'effondre lamentablement : son fils meurt empoisonné, le harem est dissous et Safiye est forcée de partir pour l'Italie où elle s'exhibera au théâtre pour survivre..

## Fiche technique
- Réalisation : Ferzan Özpetek
- Scénario : Ferzan Özpetek et Gianni Romoli
- Directeur de la photographie : Pasquale Mari
- Montage : Mauro Bonanni
- Musique : Aldo De Scalzi
- Producteurs : Tilde Corsi, Régine Konckier, Jean-Luc Ormières, et Gianni Romoli
- Sociétés de production : R&C Produzioni, Les Films Balenciaga, AFS Film, Medusa Film, Canal+, Cofimage 10, Ateliers du Cinéma Européen, Eurimages
- Sociétés de distribution : Océan Films
- Pays de production :  Italie -  France -  Turquie
- Langues originales : turc, italien et français
- Genre : drame
- Durée : 110 minutes
- Dates de sorties :
  - Italie : 21 mai 1999
  - France : 24 novembre 1999

## Distribution
- Marie Gillain : Safiye
- Alex Descas : Nadir
- Lucia Bosè :  Safiye âgée
- Valeria Golino : Anita
- Malick Bowens : Midhat
- Christophe Aquillon : Sumbul
- Serra Yilmaz : Gulfidan
- Haluk Bilginer : Abdulhamit
- Pelin Batu : Cerkez Cariye